# Chelifera malickyi
Chelifera malickyi är en tvåvingeart som beskrevs av Horvat 2002. Chelifera malickyi ingår i släktet Chelifera och familjen dansflugor.
Artens utbredningsområde är Thailand. Inga underarter finns listade i Catalogue of Life.